# Wang Yifu
Wang Yifu (王义夫S, Wáng YìfūP; 4 dicembre 1960) è un tiratore a segno cinese.

## Carriera
Ha vinto sei medaglie olimpiche nel tiro a segno.
In particolare ha vinto la medaglia d'oro alle Olimpiadi di Barcellona 1992 nella specialità pistola 10 metri, un'altra medaglia d'oro ad Atene 2004, anche in questo caso nella pistola 10 metri aria compressa, una medaglia d'argento a Barcellona 1992 nella pistola 50 metri, una medaglia d'argento ad Atlanta 1996 nella pistola aria compressa (perdendo l'oro dopo aver annotato uno score di solo 6.5 all'ultimo tiro), una medaglia d'argento a Sydney 2000 nella pistola 10 metri e precedentemente una medaglia di bronzo a Los Angeles 1984 nella pistola 50 metri.
Ha partecipato inoltre anche alle Olimpiadi 1988, quindi in totale a sei edizioni dei giochi olimpici estivi.